# 南道德乡
南道德乡是中国陕西省延安市富县下辖的一个乡。

## 行政区划
南道德乡下辖以下行政区：
东道德村、后北沟村、谢家洼村、丁家塬村、西道德村、狼虎头村、枣林子村、新庄科村、东现头村、兴民村